# Percy Sledge
Percy Sledge (Leighton, Alabama, Estados Unidos, 25 de novembro de 1941 – Baton Rouge, Louisiana, Estados Unidos, 14 de abril de 2015) foi um cantor de soul e R&B norte-americano. Ficou mundialmente conhecido por interpretar a canção "When a Man Loves a Woman".

## Carreira
Percy Sledge trabalhou em um hospital antes de ser famoso. Depois de uma audição com o produtor Quin Ivy, Sledge obteve um contrato com uma gravadora. "When a Man Loves a Woman" foi o primeiro single resultante desse contrato e não demorou muito para que a canção se tornasse um hit. Lançado em 1966, o single alcançou o 1º lugar nas paradas americanas e canadenses e ficou em 4º lugar no Reino Unido. A inspiração para a composição da música foi o fim de seu relacionamento um ano antes (sua namorada o deixara para tentar a carreira de modelo). A canção se tornou o marco na carreira de Sledge. Ele alcançaria um certo sucesso ainda com outras composições como "Warm and Tender Love", "It Tears Me Up", "Take Time to Know Her" e "Cover Me", mas nenhuma dessas canções fez tanto sucesso quanto "When a Man Loves a Woman". 
Sledge voltou a figurar nas paradas de sucesso em meados dos anos 80 quando seu maior hit foi usado num comercial da marca de jeans Levi's.

## Prêmios e reconhecimento
Em 2005 Percy Sledge foi incluído no Hall da Fama do Rock and Roll. Em maio de 2007, ele foi incluído no Hall da Fama da Música de Louisiana por suas contribuições à música. Seu nome ainda se encontra no Delta Music Museum, em Louisiana.

## Morte
Sledge morreu de câncer de fígado em sua casa em Baton Rouge, em 14 de abril de 2015, aos 73 anos.

## Discografia selecionada

### Álbuns
| Data de lançamento | Título                       | Rótulo                   |
| ------------------ | ---------------------------- | ------------------------ |
| 1966               | When a Man Loves a Woman     | Atlantic 8125            |
| 1966               | Warm & Tender Soul           | Atlantic 8132            |
| 1967               | The Percy Sledge Way         | Atlantic 8146            |
| 1968               | Take Time to Know Her        | Atlantic 8180            |
| 1968               | The Best of Percy Sledge     | Atlantic 8210            |
| 1970               | Percy Sledge In South Africa | Atlantic ATC 9257        |
| 1974               | I'll Be Your Everything      | Capricorn CP 0147        |
| 1994               | Blue Night                   | Sky Ranch Records/Virgin |
| 2004               | Shining Through the Rain     | Varèse Sarabande         |
| 2013               | The Gospel of Percy Sledge   | Elevate                  |

### Singles
| Data de lançamento | Título                                     | Posições   | Posições | Posições | Posições         |
| Data de lançamento | Título                                     | US Hot 100 | US R&B   | Canada   | UK Singles Chart |
| ------------------ | ------------------------------------------ | ---------- | -------- | -------- | ---------------- |
| 1966               | "When a Man Loves a Woman"                 | 1          | 1        | 1        | 4                |
| 1966               | "Warm and Tender Love"                     | 17         | 5        | 10       | 34               |
| 1966               | "It Tears Me Up"                           | 20         | 7        | 12       |                  |
| 1967               | "Baby, Help Me"                            | 87         | 44       |          |                  |
| 1967               | "Out of Left Field"                        | 59         | 25       |          |                  |
| 1967               | "Love Me Tender" (A-Side)                  | 40         | 35       | 35       |                  |
| 1967               | → "What Am I Living For" (B-Side)          | 91         |          |          |                  |
| 1967               | "Just Out of Reach (of My Two Empty Arms)" | 66         |          |          |                  |
| 1967               | "Cover Me"                                 | 42         | 39       |          |                  |
| 1968               | "Take Time to Know Her"                    | 11         | 6        | 5        |                  |
| 1968               | "Sudden Stop"                              | 63         | 41       |          |                  |
| 1968               | "You're All Around Me"                     | 109        |          |          |                  |
| 1969               | "My Special Prayer"                        | 93         | 44       |          |                  |
| 1969               | "Any Day Now" (A-Side)                     | 86         | 35       |          |                  |
| 1969               | → "The Angels Listened In" (B-Side)        | 126        |          |          |                  |
| 1969               | "Kind Woman"                               | 116        |          |          |                  |
| 1969               | "True Love Travels on a Gravel Road"       |            |          |          |                  |
| 1970               | "Many Rivers to Cross"                     |            |          |          |                  |
| 1970               | "Help Me Make It Through the Night"        |            |          |          |                  |
| 1971               | "Stop the World Tonight"                   |            |          |          |                  |
| 1972               | "Rainbow Road"                             |            |          |          |                  |
| 1972               | "Sunday Brother"                           |            |          |          |                  |
| 1973               | "Sunshine"                                 |            | 89       |          |                  |
| 1974               | "I'll Be Your Everything"                  | 62         | 15       |          |                  |
| 1987               | "When a Man Loves a Woman" (Re-issue)      |            |          |          | 2                |

1994 Dueto de "I Wish It Would Rain" (Sky Ranch / Virgin, Suécia) com Mikael Rickfors produzido por Saul Davis e Barry Goldberg
1994 "You Got Away with Love" (Pat Robinson & Rocky Burnette) / "Por que você parou?" (Carla Olson) (Sky Ranch / Virgin, França) produzido por Saul Davis & Barry Goldberg

### Álbuns de compilação
| Data de lançamento | Título                                             | Posições        |
| Data de lançamento | Título                                             | UK Albums Chart |
| ------------------ | -------------------------------------------------- | --------------- |
| February 1987      | When a Man Loves a Woman (The Ultimate Collection) | 36              |

### Na cultura popular
Sledge é às vezes citado como a inspiração por trás do termo australiano "to sledge", que significa "colocar alguém fora do jogo", usado pela primeira vez em Test cricket, embora a frase derive mais provavelmente de "sutil como uma marreta".